# Аль-Газалі
Газа́лі, повне ім'я Абу-Хамід Мухаммад ібн-Мухаммад аль-Газалі (1058, Тус — 19 грудня 1111, Тус) — мусульманський теолог, філософ, суфій.
Викладав законознавство в багдадському медресе Нізамія, зробив внесок в розвиток каламу ашаритського тлумачення. У своїй головній праці «Воскресіння наук про віру» («Іхйа улум ад-Дін») розробив релігійно-філософську та етичну доктрину, в якій об'єднав догмати сунітського традиціоналізму з ідеалами суфізму (наприклад доповнив обрядність шаріату, ритуалами суфізму).
Розглядаючи питання про свободу волі людини і божественне її призначення, Газалі розвивав концепцію «привласнення» — касба, за якою людина вільна вибирати між поганими і добрими вчинками, що начебто пропонуються їй Алахом, і тому несе за них відповідальність. У ряді творів розгорнув полеміку з мусульманськими філософами, представниками східного аристотелізму (Аль-Фарабі, Ібн Сіна та іншими), з проблем вічності світу, теорії причинності тощо. Викладаючи погляди філософів, фактично сприяв їх розповсюдженню в мусульманському світі.
Газалі сильно вплинув на розвиток мусульманської думки, а також на середньовічну мусульманську філософію, отримавши прізвисько Худжжат аль-іслам (Довід ісламу).

## Біографія
Абу-Хамід аль-Газалі народився в 1058 в бідній сім'ї, рано втратив батька. Перед смертю батько доручив своєму другу-суфію зайнятися вихованням і навчанням своїх синів. Батьків друг деякий час навчав їх, а потім віддав у медресе.

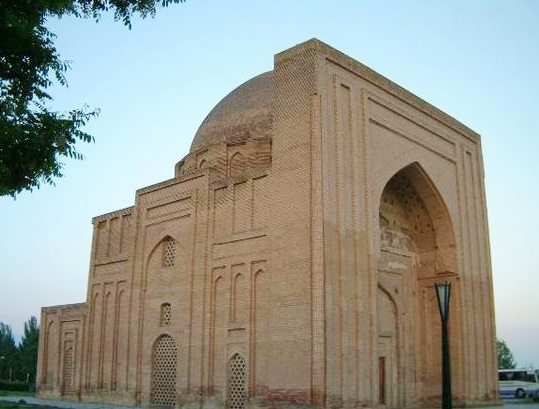
Мавзолей Харун (Харун ар-Рашида) в Тусі, Мавзолей аль-Газалі ймовірно розташовувався біля входу

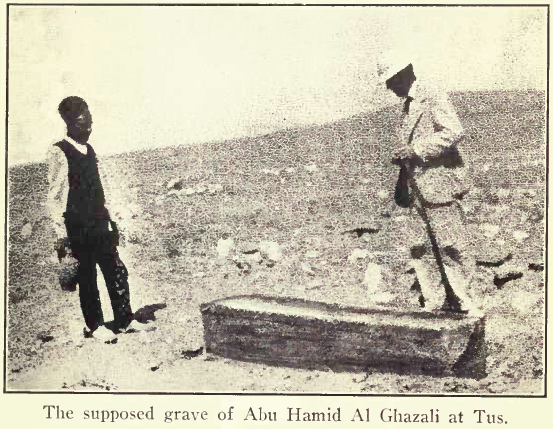
Вважається, що ця будівля — гробниця аль-Газалі

Вчителем Аль-Газалі був імам Ахмад ар-Разікані в Тусі. Для продовження навчання Аль-Газалі попрямував у Джурджан та Нішапур, де далі його вчителем став імам аль-Харамайн аль-Джувайні (пом. 1085), знаменитий послідовник Ашарі.
Після того, як молодого Абу-Хаміда помітив сельджуцький візир Незам уль-Мульк, він потрапив у Багдад і отримав високу посаду при дворі, став авторитетним вченим і богословом. З 1091 по 1095 Аль-Газалі викладав у медресе Аль-Нізамія. Серед його учнів, зокрема, був Абу Бакр Ібн аль-Арабі.
1092 року Незам уль-Мульк загинув від руки вбивці-асасина.
1095-го аль-Газалі відправляється в хадж, і покинув Багдад, завершивши придворну кар'єру в момент її розквіту. 11 років до 1106 він вів життя самітника. Аль-Газалі пояснював свій вчинок тим, що в середовищі богословів і законознавців настало розкладання, і його охопила «боязнь пекла». Аль-Газалі відвідав святі місця Мекку, Медину, також Єрусалим, Дамаск, Багдад і прожив на самоті в Тусі. У ці роки він написав найзначніші із своїх творів.
У 1106 Фахр аль-Мульк змусив Газалі повернутися до викладання, і аль-Газалі відновив свої лекції в медресе аль-Нізамія в Нішапурі.
Незадовго до смерті він знову облишив викладання і повернувся до Тусу, де жив у келії, навчаючи молодих послідовників суфійського способу життя.
Аль-Газалі помер у грудні 1111 у віці 55 років.

## Праці
Аль-Газалі написав понад 70 книг, присвячених питанням науки, філософії, ісламу й суфізму.

### Непослідовність філософів
Книга Непослідовність філософів знаменує собою значну зміну в ісламській епістемології. Знайомство зі скептицизмом змусило Аль-Газалі стати на позиції теологічного оказіоналізму — віри в те, що причиною всіх подій є не матеріальні передумови, а безпосередня воля Бога.
Непослідовність стала також поворотним пунктом у ставленні ісламської філософії до Арістотеля й Платона. Під вогонь критики Аль-Газалі потрапила фаласіфа — нестрого визначена група філософів, які з 8 по 11 століття черпали мудрість у книгах стародавніх греків. До цієї групи належав, зокрема, Авіцена. Для Аль-Газалі Арістотель, Сократ, Платон та інші грецькі мислителі — невірні, а ті, хто використовує їхні методи й ідеї, служать тільки викривленню й спотворенню віри.
У наступному столітті Аверроес відповів на критику Аль-Газалі працею Непослідовність непослідовності, але на той час загальна антигрецька тенденція серед ісламських мислителів уже утвердилася.

### Воскресіння наук про віру
Воскресіння наук про віру охоплює усі області ісламських наук: юриспруденцію, теологію та суфізм. Книга складається з чотирьох великих частин: Акти поклоніння, Норми щоденного життя, Шлях до загибелі та Шлях до спасіння. Аль-Газалі написав також скорочений виклад змісту книги перською мовою під назвою Алхімія щастя.

## Вплив
Аль-Газалі значно вплинув як на мусульманських, так і на християнських середньовічних філософів.
Маргарет Сміт відзначала у книзі Аль-Газалі: містик (Лондон, 1944): «Немає сумніву в тому, що працям Аль-Газалі судилося бути серед перших із тих, що привернули увагу цих європейських учених… Найвизначнішим із християнських авторів, на яких вплинув Аль-Газалі був св. Тома Аквінський (1225—1274), який вивчав арабську літературу й визнавав, що почерпнув із неї. Він навчався в Неапольському університеті, де в ті часи домінував вплив арабської літератури й культури». Крім того, інтерес Томи Аквінського до ісламської філософії пояснювався також проникненню в Європу, особливо в Сорбонну, аверроїзму.
Аль-Газалі в ісламі можна порівняти з Томою Аквінським в християнстві, хоча вони дуже відрізнялися методами й переконаннями. Тоді як Аль-Газалі відкидав неісламських філософів на зразок Арістотеля через брак у них віри, Аквінський увібрав філософію стародавніх греків та римлян і знайшов для неї місце у власних творах.